# Завршне операције за ослобођење Македоније 1944.
Завршне операције за ослобођење Македоније била су војна дејства Петнаестог, Шеснаестог, Брегалничко-струмичког корпуса НОВЈ и јединица Прве бугарске армије против немачке групе армија Е, с циљем ослобођења Македоније. Борбе су трајале од 8. октобра до 20. новембра 1944. године.

## Распоред снага НОВЈ
На основу општег плана Врховног штаба НОВЈ, Главни Штаб Македоније је македонским јединицама које су учествовале у операцијама за ослобођење Македоније дао следеће задатке:
- Петнаести корпус, састава: 41, 48. и 49. дивизија, да дефинитивно очисти део Македоније западно од Вардара;
- Шеснаести корпус, састава: 42. и Кумановска дивизија, да дејствује у рејону Велеса и Скопља, а делом снага, заједно са Првом бугарском армијом, на криворечком правцу;
- Брегалничко-струмички корпус, састава: 50. и 51. дивизија, да ослободи део Македоније између Брегалнице и југословенско-грчке границе дејствујући у заједници са Петом и Седмом бугарском дивизијом, а затим да са 50. дивизијом садејствује 42. дивизији при ослобођењу Велеса и Скопља.

По ослобођењу Скопља, јединице 15. и 16. корпуса имале су задатак да униште непријатељске снаге на простору Кичева, Гостивара и Тетова и тиме заврше ослобођење Македоније.

## Ток операције
Борбе су почеле 8. октобра и водиле су се против јединица Групе армија „Е“, која се повлачила из Грчке. Пред почетак извлачења Немци су успели да, са 11. дивизијом, а потом, смењујући је 22. дивизијом, поседну планинске прелазе на југословенско-бугарској граници и задрже наступање бугарских јединица. За то време, у долини Вардара и на правцу Битољ—Прилеп—Велес и Скопље—Куманово—Бујановац јединице 15, 16. и Брегалничко-струмичког корпуса водиле су јаке борбе против главнине Групе армија „Е“.
Брегалничко-струмички корпус, дејствујући у простору између Брегалнице, Вардара и југословенско-бугарско-грчке границе, примио је на себе највећи терет, јер је, поред борби против немачких побочница упућених према Новом Селу, Берову и Царевом Селу, водио јаке борбе и против Немаца у долини Вардара и на правцу Струмица—Штип—Велес. У другој половини октобра 50. дивизија Брегалничко-струмичког корпуса, заједничким дејством са Петом бугарском дивизијом, ослободила је Берово и Царево Село и у даљем надирању избила до Кочана. У рејону Кочана Бугари су прекинули дејства против Немаца, а 50. дивизија је ослободила Кочане и продужила ка Штипу и Велесу. 51. струмичка дивизија ослободила је почетком новембра подручје Струмице, избила на југословенско-грчку границу и делом снага ослободила територију између Струмице и Штипа. У даљем дејству Брегалничко-струмички корпус је ослободио Штип и, избијањем на Вардар и садејством 42. дивизији у бици за Скопље, завршио ослобођење југоисточне Македоније. За то време, на криворечком правцу Прва и Друга бугарска дивизија и Седамнаеста бригада Кумановске дивизије, после дугих борби, до 25. октобра ослободиле су Страцин и продужиле борбе за Куманово.
Јединице 15. корпуса (41, 48. и 49. дивизија) и 16. корпуса (42. дивизија и 16. бригада Кумановске дивизије) у борбама за ослобођење југозападне и централне Македоније водиле су јаке борбе на подручју Скопске Црне Горе, на правцу Битољ—Прилеп—Велес, Битољ—Струга и Велес—Скопље. Ослобођењем Прилепа, када је јака немачка борбена група „Стејерер“ била приморана да се извлачи преко Албаније, 15. корпус је са 41. и 49. дивизијом развио операције западно од Вардара и ослободио целу југозападну Македонију са градовима Битољ, Ресан, Охрид, Струга, Неготино и Кавадарци, избијајући на југословенско-грчку и албанску границу, а 42. дивизија 16. корпуса развила је операције према Велесу и до 9. новембра ослободила Велес са околином.
Ослобођењем југоисточне, јужне и југозападне Македоније тежиште операције је пренето на западну Македонију, са 48. дивизијом, и ка Скопљу, са 42. и 50. дивизијом. За то време Кумановска дивизија и јединице Прве бугарске армије до 11. новембра ослободиле су Куманово. Део снага Кумановске дивизије продужио је гоњење Немаца ка Бујановцу а њена 16. бригада била је оријентисана у напад на Скопље са севера.
Дана 11. новембра извршен је концентричан напад на Скопље са 42. и 50. дивизијом и 16. бригадом Кумановске дивизије, и 13. новембра до 16 часова оно је било ослобођено. Потом је 42. дивизија, гонећи Немце ка Качанику, ослободила део Македоније северно од Скопља, а 50. дивизија је продужила дејство у западној Македонији, где је, садејствујући 48. дивизији, ослободила Кичево, Гостивар и Тетово. Тако је 18. новембра 1944. године завршено ослобођење целе Македоније.